# Unni Torkildsen
Unni Torkildsen   (Oslo, 14 d'agost de 1901 - Noruega, 20 de juny de 1968) va ser una actriu teatral i cinematogràfica noruega.

## Biografia
Nascuda a Oslo. Noruega, va estar casada amb els actors Olafr Havrevold i Oscar Egede-Nissen.
Torkildsen va debutar com a actriu teatral en el Teatre nacional d'Oslo l'any 1924, amb el paper d' "Ofèlia" aHamlet. Posteriorment va formar part de l'elenc d'aquest teatre, complint amb la interpretació d'un total de 161 personatges, retirant-se el 1964 per motius de salut. Va treballar en grans obres de Henrik Ibsen, sent Kristine Linde a casa de nines i Frøken Bernick a Samfundets støtter. També va actuar en peces de Bjørnstjerne Bjørnson, sent Laura en De nygifte, Helene en Naar den ny vin blomstrer i Karen en Geografi og Kærlighed. El seu últim paper va ser el de Dronning Jemina en l'obra de George Bernard Shaw Keiseren av Amerika, que va tenir un gran èxit en l'hivern de 1963-1964, amb un total de més de 50 representacions.
També va actuar en diverses pel·lícules, entre elles To levende og en død i Den store barnedåpen.
Unni Torkildsen va morir a Noruega el 1968.

## Filmografia
- 1959 : Herren og hans tjenere
- 1958 : Ut av mørket
- 1954 : Portrettet
- 1946 : Så møtes vi imorgen
- 1937 : To levende og en død
- 1932 : Prinsessen som ingen kunne målbinde
- 1931 : Den store barnedåpen
- 1925 : Fager er lien